# Karpokrates
Karpokrates (II wiek n.e.) – teolog gnostycki żyjący w Aleksandrii, przywódca sekty gnostyckiej nazwanej od jego imienia. 
Hegezyp, Euzebiusz z Cezarei oraz Ireneusz z Lyonu piszą o Karpokratesie jako o założycielu nowej sekty. Informacje o jego poglądach czerpiemy z dzieła tego ostatniego Przeciw herezjom. Karpokrates był judeo-chrześcijaninem o odcieniu ebionickim. Nie uznawał boskiej natury Jezusa, gdyż uważał, że mistrz z Nazaretu narodził się jako prawdziwy syn Józefa. Jezusowi dana została jedynie szczególna moc od Boga Ojca, aby wyrwać się spod władzy "władców tego świata", gnostyckich archontów czyli duchów niższych, i przebiwszy się przez ich sfery, powrócić do Ojca. Karpokrates, jak inni gnostycy, uważał, że świat materialny nie został stworzony przez Boga, lecz przez niższych od niego aniołów (archontów, władców tego świata, por. św. Paweł 1 Kor 2,8: mądrość, której nie pojął żaden z władców tego świata /(gr.) archontes/; gdyby ją bowiem pojęli, nie ukrzyżowaliby Pana chwały). Tę koncepcję stworzenia spotyka się już przed gnostycyzmem we wcześniejszej żydowskiej heterodoksji. Chrystologia Karpokratesa nie widziała w Jezusie zbawiciela, lecz jedynie wzór. Dusze innych ludzi, jak np. apostołów Piotra i Pawła, otrzymawszy moc od Boga mogą być równie mocne albo mocniejsze w walce z archontami od duszy samego Jezusa. To nie Jezus zbawia ludzi, lecz każdy musi otrzymać moc od Boga, by móc wyzwolić swą duszę. Karpokrates był więc heterodoksalnym Żydem-gnostykiem, który przyłączył się do Chrystusa, ale nie uznając jego bóstwa, widział w nim jedynie kolejnego proroka. Można dostrzec w jego poglądach pokrewieństwo z mesjanizmem zelockim. 
Wyzwalanie spod władzy archontów, odbywa się według Karpokratesa - pogląd ten przejął od materialnego mesjanizmu judeo-chrześcijańskich millenarystów - spłacając im swój dług, poprzez bycie niewolnikiem wszystkich występków, którymi oni kierują. Gdyby za życia duszy nie udało się spłacić długu, będzie musiała po śmierci ciała wcielić się ponownie. Była to wiara w reinkarnację, świadcząca o synkretyzmie Karpokratesa pochodzenia bądź pitagorejskiego, bądź indyjskiego. Ireneusz przekazuje też, że jego uczniowie czcili ikonę Pitagorasa obok obrazu Jezusa. Moralność Karpokratesa miała więc charakter bardzo liberalny. Wedle Klemensa Aleksandryjskiego głosił naukę promującą wśród mężczyzn wspólne posiadanie kobiet.
Po jego śmierci przywódcą sekty został jego syn, Epifanes. Pod jego wpływem żydowska gnostyczna doktryna karpokratian została zhellenizowana, podobnie jak Walentyn w tym samym czasie zhellenizował gnostycyzm samarytański. Syn Karpokratesa był czczony jako bóstwo.